# 베를린-드레스덴선
베를린-드레스덴선(독일어: Bahnstrecke Berlin–Dresden)은 독일 베를린, 브란덴부르크주, 작센주를 지나는 베를린과 드레스덴을 연결하는 간선 철도 노선이다. 베를린-드레스덴 철도 회사(Berlin-Dresdener Eisenbahn-Gesellschaft)의 사유 철도로 시작했다.
베를린 도심 서쪽에서 출발하여 텔토, 니더라우지츠, 플레밍 지역을 경유하여 엘스터베르다로 진입한다. 남쪽으로 그로센하인 평원을 통과하여 엘베강 유역 북서부로 도달한다. 바인뵐라 진입 이전에 코스비히 평원 자연보호구역을 우회하기 위하여 곡선 구간을 그리며, 드레스덴에 진입하기 전에 엘베강을 건너서 엘베강 좌안에 있는 드레스덴 프리드리히슈타트역에 도달한다.
이 노선은 범유럽 회랑(Trans-European Networks)에 속한다.

## 참고 문헌
- Peter Bley: 125 Jahre Berlin–Dresdener Eisenbahn. Alba Publikation, Düsseldorf 1999, ISBN 3-87094-360-2.
- Kurt Kaiß, Matthias Hengst: Dresdens Eisenbahn. 1894–1994. Alba Publikation, Düsseldorf 1994, ISBN 3-87094-350-5.